# Pseudochilus botswanensis
Pseudochilus botswanensis är en stekelart som beskrevs av Giordani Soika 1987. Pseudochilus botswanensis ingår i släktet Pseudochilus och familjen Eumenidae. Inga underarter finns listade i Catalogue of Life.